# Boussole pasilalinique sympathique
La boussole pasilalinique sympathique, également connue comme le principe des « escargots sympathiques », est une méthode de télégraphie mise au point en 1850 par le français Jacques-Toussaint Benoît, fondée sur l'hypothèse que les escargots établissent un lien télépathique permanent entre eux.

## Fonctionnement
La « boussole pasilalinique sympathique » ou plus communément les « escargots sympathiques » est une méthode de télégraphie basée sur la capacité supposée des escargots à maintenir un contact sympathique après l'acte sexuel. Autrement dit, un escargot est capable de transmettre à toutes distances, par le biais d'un fluide identifié à une forme de magnétisme animal propagé par le sol, son état d'excitation au congénère avec qui il a sympathisé, c'est la « commotion escargotique ».
L'appareil de Benoît ressemble à un grand compas de marine et s'apparente à une pile voltaïque non pas constituée de disques empilés, mais de 24 coupelles composées de zinc et de cuivre enserrant une couche de tissu imbibé de sulfate de cuivre, disposées en cercle sur une roue. Chaque coupelle est repérée par une lettre, contient un escargot collé et est montée sur un fin ressort censé révéler la réaction sympathique de son occupant.
Grâce à deux de ces appareils contenant des escargots sympathiques correctement appariés, il est alors possible de transmettre des messages instantanément et sans support matériel en touchant un escargot et observant la réaction de son correspondant dans l'autre machine. En réalité, l'excitation des animaux dans leur coupelle était surtout due aux suintements de sulfate de cuivre.

## Démonstration
Jacques-Toussaint Benoît était un pseudo-scientifique féru d'astrologie, de mesmérisme et d'électricité, il avait sollicité Hippolyte Triat pour financer la construction de ses appareils. Triat, directeur d'un gymnase parisien et ami intime de Jules Allix, était une personne de bon sens mais sans culture scientifique, il se laissa convaincre, logea et finança Benoît. Au bout d'un an, Triat manifesta son impatience et Benoît lui annonça alors l'achèvement de son invention.
La démonstration eut lieu le 2 octobre 1850 dans l'appartement de Benoît ne contenant qu'une seule pièce. Triat exigea que les appareils et leurs opérateurs soient séparés par un rideau. Jules Allix et Hippolyte Triat s'échangèrent chacun un message, mais Benoît, sous divers prétextes, allait et venait entre les deux appareils influençant les actions et lectures de chacun. Le résultat obtenu par ce biais fut significatif.
Enthousiasmé, Jules Allix annonça cette invention dans le journal La Presse de leur ami Émile de Girardin. Plus sceptique, Hippolyte Triat convia Benoît à renouveler l'expérience suivant un protocole plus rigoureux et en présence d'Émile de Girardin, Benoît accepta mais disparut la veille. Finalement, il mourut misérablement en 1852,.

## Influence

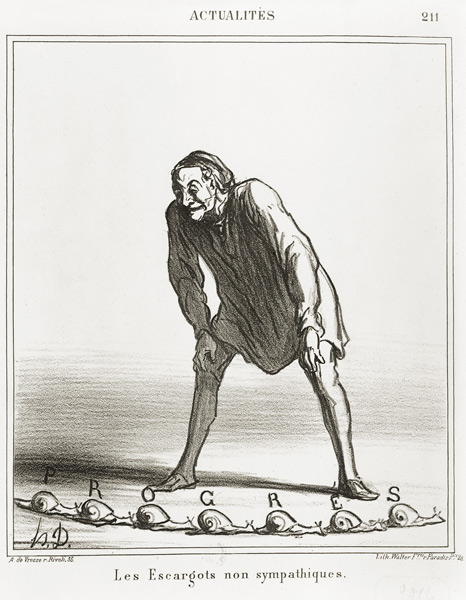
Caricature de Daumier en 1869

Cette anecdote amusa longtemps les Parisiens, Honoré Daumier s'en inspira dans une caricature en 1869, et Alphonse Allais dans Ne nous frappons pas dépeint Allix communiquant ainsi avec un ami en Irlande à la barbe des Versaillais assiégeant Paris. Bien que cela ne soit pas formellement établi, il semble que le manga One Piece parodie également ce type de communication à travers l'escargophone. Le Complot des Littérateurs, pièce de Gilles Rosière (2014) jouée par Bernard Froutin, met en scène un descendant de Jules Allix qui tente de réhabiliter la boussole pasilalinique sympathique.